# Allégorie de la Musique
L'Allégorie de la Musique est une peinture à l'huile sur toile (196 × 187 cm) du peintre italien de l'Ecole de Ferrare Dosso Dossi, datable d'environ 1530 et conservée au Musée Horne de Florence.

## Histoire
L'œuvre a été peinte pour la cour d'Alphonse Ier d'Este à Ferrare et s'est retrouvée parmi les actifs détenus par Lucrèce d'Este lorsqu'elle a épousé François Marie II della Rovere, duc d'Urbino. À la chute de Ferrare en 1598, elle est réquisitionnée par le cardinal Cinzio Passeri Aldobrandini, qui l'emmène à Rome. Plus tard, elle est attribuée par héritage aux Borghese et, dans leurs inventaires familiaux, elle est enregistrée en 1693, comme une œuvre de Giorgione. Retournée sur le marché des antiquités, elle est achetée par Herbert Horne à Florence en 1913, pour deux mille lires.
Roberto Longhi attribue l'œuvre à la phase de maturité de Dosso Dossi, et plus récemment elle a été située vers les années trente, proche du Mythe de Pan au J. Paul Getty Museum et du Polyptyque de Sant'Andrea à Ferrare.
Elle a été restaurée en 1993.

## Description et style
Quatre figures allégoriques se détachent sur un fond de nuages bleutés. À gauche, un génie porte le flambeau de l'inspiration à Vulcain, qui forge les notes de musique sur l'enclume. Les trois marteaux disséminés dans la scène font allusion aux différents sons, obtenus selon la forme et la taille. Au centre se trouve une femme torse nu, peut-être une allégorie de la musique profane, qui s'adosse à la table avec les canons musicaux. Dans celui de forme triangulaire, on peut lire « Trinitas in Unum », une allusion à l'harmonie des contraires trouvés dans l'unité divine. L'alto abandonné au sol indique peut-être la suprématie de la polyphonie (du canon) sur la musique instrumentale. La scène se termine par une femme nue debout de dos, peut-être une personnification de la musique sacrée.